# اونی (کمون)
اونی (به فرانسوی: Augne) یک کمون در فرانسه است که در اوت-وین واقع شده‌است. اونی ۱۷٫۵۹ کیلومتر مربع مساحت دارد.